# Осмолодська сільська рада
| Осмолодська сільська рада — орган місцевого самоврядування у Рожнятівському районі Івано-Франківської області з адміністративним центром у с. Осмолода. Водоймища на території, підпорядкованій даній раді: річка Лімниця. Сільській раді підпорядковані населені пункти: - с. Осмолода - с. Гриньків - с-ще Кузьминець |

## Склад ради
Рада складається з 14 депутатів та голови.

### Керівний склад ради
| ПІБ                         | Основні відомості                                                                              | Дата обрання | Дата звільнення |
| --------------------------- | ---------------------------------------------------------------------------------------------- | ------------ | --------------- |
| Кос Мирослава Михайлівна    | Сільський голова, 1956 року народження, освіта, позапартійна                                   | 26.03.2006   | 31.10.2010      |
| Стоцький Мирослав Романович | Сільський голова, 1979 року народження, освіта вища, член Всеукраїнського об'єднання «Свобода» | 31.10.2010   |                 |

Примітка: таблиця складена за даними джерела